# La Montagne de Crestou
Pour les articles homonymes, voir Crestou.

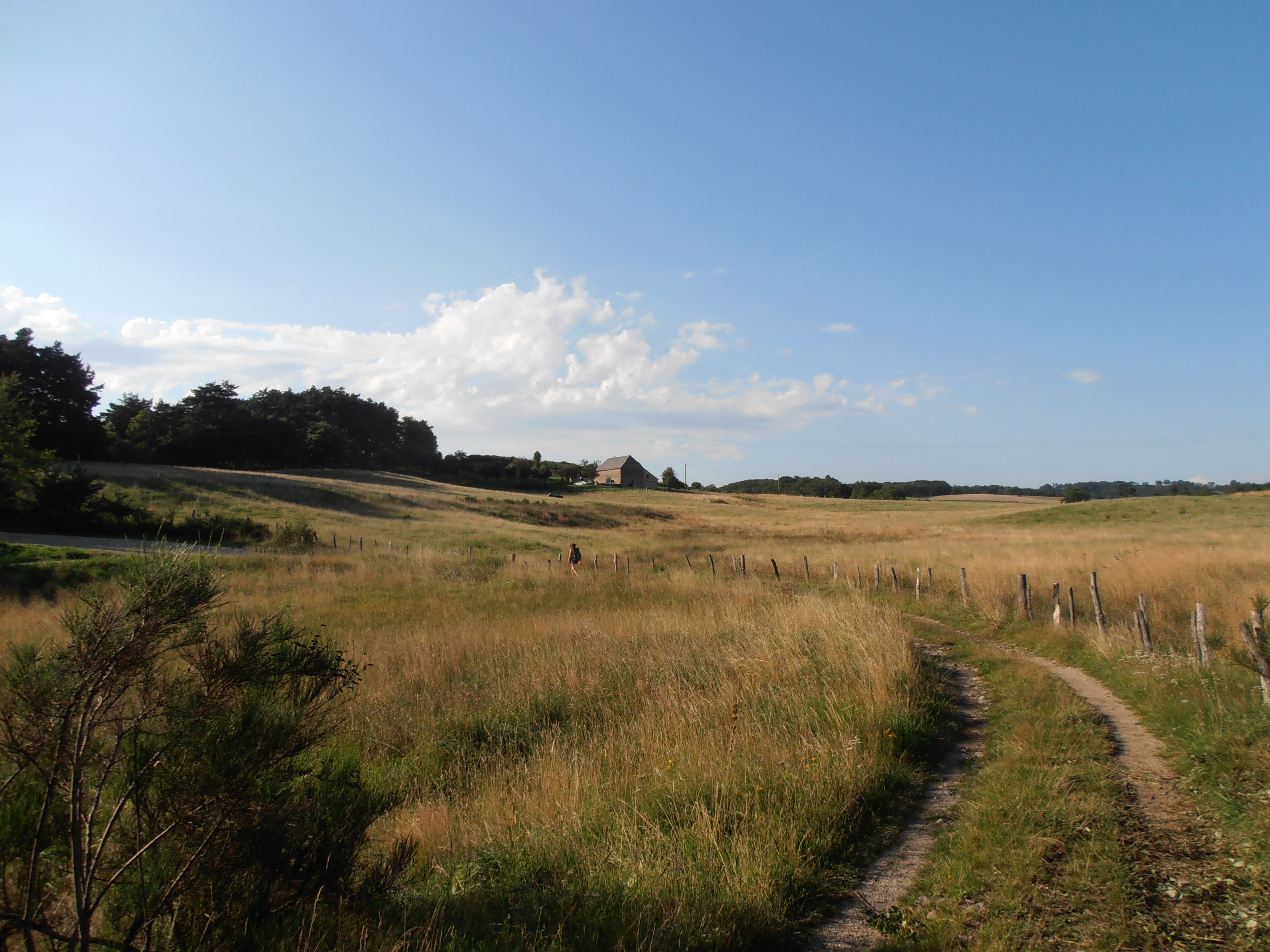
La Montagne de Crestou

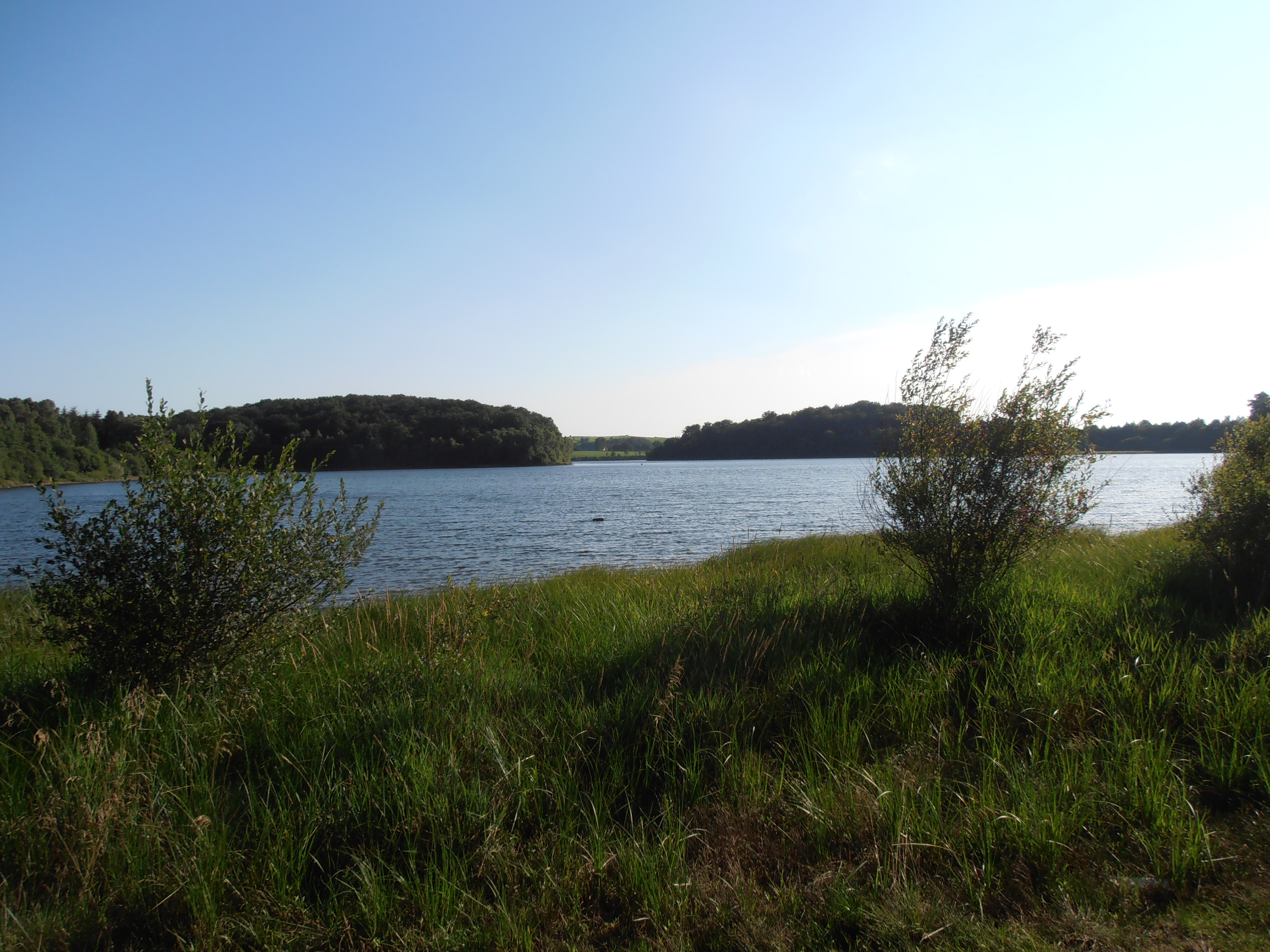
Le Lac des Galens

La Montagne de Crestou est un lieu-dit sur le plateau de l'Aubrac (Rouergue).
Elle est reliée à la commune de Soulages-Bonneval par un sentier de randonnée, le chemin de la Montagne de Crestou.
Le lac des Galens, un petit lac de plaine d’à peine 50 hectares, alimenté par la Selves avec ses berges en pente douce et ses barques de pêcheurs se situe au pied.
Sur la carte IGN au 1/25000 de l'Aubrac, la Montagne de Crestou est un lieu-dit situé sur la commune de Soulages-Bonneval, entre la Gardelle et Peyres Albes.